# Dirràquion (tema)
|  | No s'ha de confondre amb Dirràquion. |

El tema de Dirràquion, en grec medieval θέμα Δυρραχίου, va ser un tema (divisió administrativa civil i militar) de l'Imperi Romà d'Orient situada al territori d'Albània i que ocupava la costa adriàtica del país. Es va crear al començament del segle ix i va rebre el nom de la seva capital, Dirràquion.

## Història
La data exacta de la creació del tema no és coneguda. Un estrateg de Dirràquion consta al Taktikon Uspenski cap al 842, però diversos segells d'estrategs d'aquell lloc estan datats a la dècada anterior. S'ha suggerit que es devia constituir a l'inici del regnat de Nicèfor I (802-811). Durant les guerres romano-búlgares de finals del segle x i principis del segle xi, la ciutat sembla que va adquirir una certa autonomia quan es trobava sota sobirania del Primer Imperi Búlgar. A partir de mitjans del segle xi, els governadors del tema tenien el títol de dux o de catepà. El 1040 o el 1041, les tropes del tema dirigides per Tihomir es van rebel·lar i es van unir a la revolta de Pere Delian.
Al final del segle xi i al llarg del segle xii, la ciutat de Dirràquion i la seva província van tenir una gran importància per a l'imperi. La ciutat era la «clau d'Albània» i el principal punt d'entrada per al comerç i pels invasors procedents d'Itàlia. A més, la seva ubicació era ideal per controlar les incursions dels eslaus als Balcans occidentals. Dos governadors successius, Nicèfor Brienni el Vell i Nicèfor Basilaci, van utilitzar aquest lloc com a trampolí per a les seves ambicions imperials a finals de la dècada del 1070. La regió també va tenir un paper crucial en les guerres romano-normandes i va ser ocupada pels normands del 1081 al 1084. Després d'haver reconquerit la ciutat, Aleix I Comnè va donar el càrrec d'estrateg als seus parents més propers com ara el seu nebot Joan Comnè. Tot i això això, els magnats de la ciutat van conservar una influència considerable i una gran autonomia d'acció, com ho demostra el fet que van lliurar la ciutat als venecians el 1205.